# لنفوکین
لنفوکین (انگلیسی: Lymphokine) یک گروه از سیتوکین‌ها هستند که بوسیله لنفوسیتها تولید می‌شوند.
سیتوکینها دسته‌ای از مولکول‌های پروتئینی محلول در آب هستند که از سلول‌های گوناگون و بیشتر در پاسخ به یک تحریک، ترشح می‌شوند و وظیفهٔ انتقال پیام بین سلول‌ها را برعهده دارند
لنفوکین‌های معروف عبارتند از :اینترلوکین ۲، اینترلوکین ۳، اینترلوکین ۴، اینترلوکین ۵، اینترلوکین ۶ ،عامل تحریک‌کننده تشکیل کلنی گرانولوسیت-ماکروفاژ (GM-CSF) و اینترفرون گاما. لنفوکاین‌ها موجب برخی از واکنشهای التهاب می‌شوند.